# Мак-Кук (Небраска)
Мак-Кук (англ. McCook) — город и административный центр округа Ред-Уиллоу в штате Небраска в Соединённых Штатах Америки.
Согласно переписи 2020 года население города составляло 7446 человека, что заметно меньше, чем было (7698) во время предыдущей переписи 2010 года.

## История
Мак-Кук был основан в 1882 году после того как железная дорога Берлингтон и Миссури-Ривер была продлена до этой точки. Город был назван в честь Александра Мак-Дауэлла Мак-Кука, бригадного генерала армии Союза во время Гражданской войны в США.

## География
По данным Бюро переписи населения США, общая площадь города составляет 5,39 квадратных миль (13,96 км2), вся эта территория — суша.
Согласно системе классификации климата Кёппена, в городе Мак-Кук жаркий летний влажный континентальный климат, обозначаемый на климатических картах аббревиатурой «Dfa».